# 歐·帕克
奧利弗·帕克（英語：Oliver Parker，1969年6月2日—）是一名英國導演、編劇和製片人。他編導了2018年音樂電影《媽媽咪呀！回來了》。

## 早年生活
帕克出生於英國倫敦，在埃塞克斯郡集鎮薩弗倫沃爾登附近的拉德溫特長大。
帕克在薩弗倫沃爾登的獨立學校布萊德伯里夫人學校接受教育，並在劍橋大學克萊爾學院主修英語。

## 職業生涯
帕克的導演作品包括《新娘向後跑》（2005）和《愛正好》（2012）。他為《新娘向後跑》、《金盞花大酒店》（2011年）和《金盞花大酒店2》（2015年）編寫劇本，並自編自導音樂劇續集《媽媽咪呀！回來了》（2018年）。他自編自導2022年的浪漫喜劇《幸福入場券》，由喬治·克隆尼和茱莉亞·羅勃茲主演。

## 個人生活
帕克於1998年與女演員譚蒂·紐頓結婚，他們有三個孩子：女兒瑞普利（Ripley，2000年出生）、尼科（Nico，2004年出生），和兒子布克·喬貝（Booker Jombe，2014年出生） 。
他和譚蒂·紐頓於2022年分居。

## 影視作品
| 年份 | 標題             | 標題                                  | 職務 | 職務 | 備註         |
| 年份 | 譯名             | 原名                                  | 導演 | 編劇 | 備註         |
| ---- | ---------------- | ------------------------------------- | ---- | ---- | ------------ |
| 2000 | 意外一場         | It Was an Accident                    | 否   | 是   |              |
| 2005 | 新娘向後跑       | Imagine Me & You                      | 是   | 是   |              |
| 2011 | 金盞花大酒店     | The Best Exotic Marigold Hotel        | 否   | 是   |              |
| 2012 | 愛正好           | Now Is Good                           | 是   | 是   |              |
| 2015 | 金盞花大酒店2    | The Second Best Exotic Marigold Hotel | 否   | 是   |              |
| 2018 | 媽媽咪呀！回來了 | Mamma Mia! Here We Go Again           | 是   | 是   |              |
| 2021 |                  | A Boy Called Christmas                | 否   | 是   | 兼執行製作人 |
| 2022 | 幸福入場券       | Ticket to Paradise                    | 是   | 是   |              |

## 外部連結
- 歐·帕克在互联网电影资料库（IMDb）上的資料（英文）